# Guepiniopsis buccina
Guepiniopsis buccina ist ein Ständerpilz aus der Familie der Gallerttränenverwandten (Dacrymycetaceae). Sie ist ein Schwächeparasit und Saprobiont an absterbenden oder toten Ästen und Zweigen von Sträuchern und Laubbäumen. Die gelatinösen, becherförmigen Fruchtkörper erscheinen im Frühjahr und Sommer. Das Verbreitungsgebiet der Art reicht von Australien über Asien bis nach Europa und Amerika.

## Merkmale

### Makroskopische Merkmale
Guepiniopsis buccina besitzt zylinderförmige, an der Spitze teller- oder becherförmig eingebuchtete Fruchtkörper von fester, gelatinöser Textur und einer Höhe von bis zu 10 mm. Ihr Durchmesser beträgt 3–9 mm. Die unterseitig gerippten Gebilde wachsen büschelig aus dem Substrat und haben einen wurzelartigen Myzelstiel. Ihre Farbe bewegt sich zwischen gelb und orange. Die Fruchtschicht beschränkt sich auf das Becherinnere.

### Mikroskopische Merkmale
Die Hyphen von Guepiniopsis buccina besitzen keine Schnallen. Die hyalinen Hyphen des inneren Fleischs sind verzweigt, dünnwandig und septiert. Ihr Durchmesser beträgt 2–5 µm. Die dünnwandigen Basidiosporen sind kugelig bis nierenförmig, besitzen einen kleinen Zipfel und messen 10–16 × 5–7 μm.

## Verbreitung
Guepiniopsis buccina ist holarktisch (Europa über Japan bis Nordamerika) sowie in Australien und dem amerikanischen Doppelkontinent verbreitet. Die Art besiedelt submeridionale bis boreale Klimazonen, bevorzugt aber subozeanisches und gemäßigtes Klima.

## Ökologie
Guepiniopsis buccina ist ein Saprobiont und Schwächeparasit, der sowohl auf Totholz als auch auf absterbendem Pflanzengewebe zu finden ist. Die Art bevorzugt Haselgebüsche, Hasel-Hainbuchen-Wälder und lichte Waldränder sowie lückige Laubwälder in sommerwarmen hügeligen und submontanen Lagen. In der Regel werden Äste und Zweige befallen, die noch berindet sind. Die Keimung der Sporen erfolgt über Keimschläuche, Fruchtkörper erscheinen im Frühjahr und Sommer.